# Пинчук, Василий Андреевич
Василий Андреевич Пинчук (1933—1998) — бригадир комбайнёров комбината «Белорускалий» Министерства химической промышленности СССР, Минская область, Белорусская ССР. Герой Социалистического Труда (1971).

## Биография
Родился в 1933 году в д. Блевчицы Копыльского района Минской области. Работал на шахтах Кировоградского медеплавильного комбината. С 1964 г. машинист комбайна 1-го рудоуправления РУП "ПО «Беларуськалий».
Указом Президиума Верховного Совета СССР от 20 апреля 1971 года за выдающиеся успехи в выполнении заданий пятилетнего плана, внедрение передовых методов труда и достижение высоких технических и производственных показателей был удостоен звания Героя Социалистического Труда с вручением ордена Ленина и золотой медали «Серп и Молот».
Депутат Верховного Совета СССР (1966—1970).
С 1975 года — слесарь по ремонту горношахтного оборудования объединения «Беларуськалий».
Умер в 1998 году.

## Награды
- Герой Социалистического Труда — указом Президиума Верховного Совета СССР от 2028.06.1966; апреля 1971 года
- Орден Ленина — дважды (28.05.1966; 1971)